# Rebekah Brooks
Rebekah Mary Brooks (Warrington, 27 maggio 1968) è una giornalista e editrice britannica.
È una figura di spicco nello scandalo legato a News International, essendo stata la direttrice del News of the World quando il quotidiano condusse intercettazioni telefoniche illegali. 
Brooks fu la più giovane direttrice di un quotidiano nazionale britannico, quando diresse News of the World dal 2000 al 2003. Fu inoltre la prima donna a dirigere il quotidiano The Sun, dal 2003 al 2009. Dal 2009 al 2011 fu direttore generale di News International. 

## Scandalo News International, arresto e assoluzione
Il 15 luglio 2011 Brooks ha rassegnato le dimissioni da amministratore delegato di News International, a seguito delle diffuse critiche sul suo ruolo. Il 17 luglio 2011 Brooks venne arrestata con l'accusa di aver cospirato per intercettare illegalmente comunicazioni telefoniche. Il 24 giugno 2014 viene assolta da ogni accusa.

## Vita personale
Nel 2002 Brooks sposò l'attore Ross Kemp, ma non ne prese il cognome. I due divorziarono nel 2009, poi Brooks sposò l'ex allenatore di cavalli da corsa ed autore Charlie Brooks.  